# Nazionale olimpica di calcio dell'Austria
La nazionale olimpica dell'Austria di calcio è la rappresentativa calcistica dell'Austria che rappresenta l'omonimo stato ai giochi olimpici.

## Storia
La nazionale olimpica austriaca si è qualificata ai Giochi olimpici una sola volta venendo eliminata nel torneo nei quarti di finale dalla Svezia. Precedentemente si era qualificata la nazionale maggiore riuscendo a conquistare un argento nell'edizione del 1936.

## Statistiche dettagliate sui tornei internazionali
Nota bene: come previsto dai regolamenti FIFA, le partite terminate ai tiri di rigore dopo i tempi supplementari sono considerate pareggi.

### Giochi olimpici
| Anno | Luogo             | Piazzamento      | V | N | P | Gol |
| ---- | ----------------- | ---------------- | - | - | - | --- |
| 1952 | Helsinki          | Quarti di finale | 1 | 0 | 1 | 5:6 |
| 1956 | Melbourne         | Non qualificata  | - | - | - | -   |
| 1960 | Roma              | Non qualificata  | - | - | - | -   |
| 1964 | Tokyo             | Non qualificata  | - | - | - | -   |
| 1968 | Città del Messico | Non qualificata  | - | - | - | -   |
| 1972 | Monaco di Baviera | Non qualificata  | - | - | - | -   |
| 1976 | Montréal          | Non qualificata  | - | - | - | -   |
| 1980 | Mosca             | Non qualificata  | - | - | - | -   |
| 1984 | Los Angeles       | Non qualificata  | - | - | - | -   |
| 1988 | Seul              | Non qualificata  | - | - | - | -   |
| 1992 | Barcellona        | Non qualificata  | - | - | - | -   |
| 1996 | Atlanta           | Non qualificata  | - | - | - | -   |
| 2000 | Sydney            | Non qualificata  | - | - | - | -   |
| 2004 | Atene             | Non qualificata  | - | - | - | -   |
| 2008 | Pechino           | Non qualificata  | - | - | - | -   |
| 2012 | Londra            | Non qualificata  | - | - | - | -   |
| 2016 | Rio de Janeiro    | Non qualificata  | - | - | - | -   |
| 2020 | Tokyo             | Non qualificata  | - | - | - | -   |
| 2024 | Parigi            | Non qualificata  | - | - | - | -   |

## Tutte le rose

### Giochi olimpici
Calcio ai Giochi Olimpici Estivi 19521 Nikolai, 2 R. Krammer, 3 Kolar, 4 A. Krammer, 5 Kollmann, 6 Walter, 7 Fendler, 9 Stumpf, 10 Hochleitner, 11 Grohs, 12 Feldinger, 13 Gollnhuber, 14 Wolf, 15 Sühs, 16 Rauch, 18 Csulem, CT: Hierländer
NOTA: Per le informazioni sulle rose precedenti al 1952 visionare la pagina della Nazionale maggiore.